# Sapere aude
Sapere aude (w tłum. z łac. „miej odwagę być mądrym”) – łacińska sentencja autorstwa Horacego (Epistulae 1,2), która w całości brzmiała: Dimidium facti, qui bene coepit, habet, sapere aude, incipe (Połowę pracy ma za sobą, kto dobrze zaczął, miej [więc] odwagę być mądrym [i] zacznij.). W liście do przyjaciela Maximusa Lolliusa poeta daje rady, wszystkie zaczerpnięte z filozofii złotego środka. Między nimi jest także zaproszenie „do postanowienia, żeby być mądrym” (v.40) i poświęceniu się studiom (nauce) i cnocie.
Wyrażenie to rozsławił niemiecki filozof Immanuel Kant, który uczynił z niego dewizę Oświecenia i zawarł w nim orędzie tego procesu historyczno-filozoficznego.
W swoim dziele z 1784 roku Odpowiedź na pytanie: Was ist Aufklärung? rzeczywiście daje definicję: „Oświeceniem nazywamy wyjście człowieka z niedojrzałości, w którą popadł z własnej winy. Niedojrzałość to niezdolność człowieka do posługiwania się swym własnym rozumem, bez obcego kierownictwa. Zawinioną jest ta niedojrzałość wtedy, kiedy przyczyną jej jest nie brak rozumu, lecz decyzji i odwagi posługiwania się nim bez obcego kierownictwa”.
Od tego zwrotu pochodzi nazwa medalu Sapere auso („dla tego, który odważył się być mądrym”).